# Feministisk pornografi
| Feministisk pornografi (Etisk pornografi) |
| --- |
| Tristan Taormino, vid mottagandet av sin Feminist Porn Award i Toronto 2007. - Betydelse – klassning av pornografi med feministiska eller etiska förtecken - Karaktär – utmanar könsstereotyper, arbetar för bättre arbetsvillkor - Bakgrund – 1970-talet, senare ofta utvecklad via kvinnliga producenter |

Feministisk pornografi är en klassning av pornografi utifrån dess förmodat feministiska egenskaper. Begreppet och fenomenet växte fram under 1980-talet, som en reaktion mot bland annat feministers försök att förbjuda pornografi (efter pornografins legalisering i många länder något decennium tidigare). Feministisk pornografi kännetecknas ofta av en vilja att utmana traditionell könsmaktsordning, könsbaserade stereotyper och den manliga blick och fokus på manlig njutning som blivit normen inom den traditionella mainstreampornografin.
Den feministiska pornografin lanserades som begrepp inom lesbiska kretsar. Den förknippas ofta med kvinnliga producenter, queera och sexpositiva med rötterna i den tredje vågens feminism (se vidare sexpositiv feminism), liksom ofta med scener som presenterar "mildare" sexuella handlingar. Genom att den endast är en nisch på den större marknaden, produceras den oftare av mindre produktionsbolag.
Feministisk pornografi marknadsförs ofta som etisk pornografi, utifrån tanken att ett mindre stereotypt innehåll går hand i hand med en större respekt för skådespelarna och deras arbetsvillkor, med "rättvisa" löner och större hänsyn till deltagarnas förutsättningar och människovärde. Det finns dock inga automatiska kopplingar mellan scenernas utförande och hänsyn till deltagarnas välmående. Andra relaterade genrer eller perspektiv är queer pornografi och alt porn.

## Kvalitetsstämpel och förutsättningar

### Två begrepp
Begreppen feministisk respektive etisk pornografi är ofta oklart definierade, i förhållande till det pornografiska. Begreppet feministisk handlar dock ofta om vad som produceras (att det utmanar den manliga blicken och tydligare visar kvinnlig lust), etisk om hur det hela produceras (arbetsvillkoren för deltagarna). Speciellt begreppet feministisk försöker här markera ett avstånd till de vanligaste pornografiska genrerna, vilka ofta brukar beskrivas under samlingsbegreppet mainstreampornografi. Ibland markeras det feministiska i feministisk pornografi som en kombination av innehåll och sammanhang (engelska: content and context).
Feministisk eller etisk pornografi nämns ibland som kvalitetsstämplar, av sexpositiva personer inom och utom branschen. Dessa etiketter är tänkta att markera en pornografi som feministiskt medvetna personer med gott samvete kan konsumera, utifrån att deltagarna deltar entusiastiskt i alla delar av produktionen och känner sig stärkta av sin medverkan. Dessutom markerar konceptet en pornografi som inte endast eller huvudsakligen produceras med tanke på den manliga blicken och manlig sexuell tillfredsställelse. Detta betraktas som ett nödvändig perspektiv med tanke på den stora spridningen och konsumtionen av internetpornografi i en värld med ojämn tillgång till sex- och samlevnadsundervisning; därmed används pornografin i praktiken i många fall som en alternativ undervisning om sex.
Det är dock svårt att tydligt avgränsa vad som anses vara feministisk medvetenhet eller inte, och inom stora delar av feminismen antas pornografi som fenomen innebära ett grundläggande övergrepp på alla inblandades människovärde. Av folk inom branschen ses ofta konsumentens vilja att betala för sin konsumtion (vilket Onlyfans och liknande produktionsmodeller bygger på) som det kanske största bidraget till att förbättra arbetsvillkoren för deltagarna i branschen.

### Etisk pornografi
Etisk pornografi jämförs ibland med KRAV-märkning eller andra etiska varumärkningar av konsumtionsvaror. Även där förutsätts ofta en grundmotsättning mellan storbolag och etisk produktion – oavsett produkt- eller tjänstetyp – och där småföretagare inom olika branscher ses som mer hänsynstagande mot hälsa, natur, arbetsvillkor och sina anställda. Inom den pornografiska branschen fungerar ofta arvoderingen av skådespelarna enligt principen om tillgång och efterfrågan, där kvinnor ofta har mer krävande roller och generellt sett är högre avlönade. Inom branschen leder mer avancerade scener (exempelvis analsex eller olika typer av våldsinslag) ofta till en högre ersättningsnivå, och det ställer större krav på fysiska och mentala förberedelser. En mer "etisk" lönenivå kan då handla om mer utjämnade lönenivåer oavsett bidrag till produktionen.
Mindre produktionsbolag har sällan lika stora produktionsresurser, vilket kan påverka ersättningsnivån till skådespelare och andra deltagare. Däremot kan en mindre produktionsapparat ge en mer intim och nära kontakt, vilket ofta kan underlätta kommunikationen mellan de olika deltagarna under inspelningen. I sådana sammanhang finns det ofta (men inte alltid) större möjligheter för skådespelarna att välja sina medspelare vid inspelningen. Ibland förknippas fristående entreprenörer och egenföretagare mer tydligt med etisk pornografi, och sedan 2016 har plattformen Onlyfans lockat många inom branschen till att starta egen produktion i mindre skala.

## Utveckling
Vissa typer av pornografiska producenter förknippas oftare med feministisk eller etisk pornografi än andra. Detta inkluderar de allt fler kvinnliga producenter, pornografer och entreprenörer som etablerat sig under de senaste decennierna. Bland dessa finns bolag som Pink and White Productions och Bellesa, liksom entreprenörer som Candida Royalle och Erika Lust. Det BDSM-relaterade bolaget Kink.com anses ibland ta särskilt mycket hänsyn till sina skådespelare under inspelningen, något som ibland nämns som exempel på att arbetsvillkor och pornografins utseende inte alltid har nära koppling.

### 1970-talet
Feministisk medvetenhet kring pornografins möjligheter går tillbaka till 1970-talet och diskussionerna kring dåtidens pornografi och genrens möjligheter. Under eran organiserade sig radikalfeminister och andra kritiska till manlig kodad pornografi kring försöken att förbjuda pornografi som fenomen. Möjligheterna till feministisk pornografi var mestadels teoretiska, baserat på få exempel och liten kvinnlig medverkan i produktionsbolagen. En del radikalfeministiska debattörer hävdade att pornografin i sig utgjorde kvinnoförtryck och att liknande uttryck som inte var kvinnoförtryck istället borde klassas som erotica; radikalfeministiska ideologer som Andrea Dworkin avspisade dock även begreppet erotica som en feministisk möjlighet.
1976 ledde debatten kring våldsamma filmer – med eller utan koppling till pornografi, med våld och förespeglat verkliga mord (se vidare snuff) – till diskussioner inom den feministiska rörelsen. Deb Friedman och Lois Yankowski, medlemmar av Feminist Alliance Against Rape, försökte i en essä se andra utvägar än förbud och utarbetade förslag till utvecklandet av en tydligt feministisk pornografi.

### 1980-talet
I USA började marknadsförandet av femistisk pornografi 1984, då porrskådespelaren Candida Royalle startade sitt bolag Femme Productions och rekryterade skådespelare från stödgruppen Club 90 (startad 1983 i försöken att få till förändringar inom branschen). Samtidigt startade lesbiska feminister, som var missnöjda med Dworkins och Catharine MacKinnons lagförslag om totalt porrförbud, den sexpositiva lesbiska sextidningen On Our Backs. Tidningen var ett svar på den feministiska tidskriften Off Our Backs som i flera år hade propagerat för ett förbud för pornografi. 1985 började On Our Backs ge ut erotiska videor producerade av tidningens långvariga redaktör Susie Bright.
Under slutet av 1980-talet tillkom fler kvinnliga entreprenörer, inklusive skådespelarveteranen Annie Sprinkle. Åren runt 1990 fanns ett kvinnligt nätverk av sexpositiva producenter som hävdade att de under de föregående åren arbetat med att producera feministisk pornografi.
I Europa utvecklades liknande nätverk, runt personer som Monika Treut (Tyskland), Cleo Uebelmann (Schweiz), Krista Beinstein (Tyskland och Österrike) och Della Grace (Storbritannien). De började använda explicit hårdporr som medel för att utforska teman som kvinnlig njutning, BDSM, könsroller och queer lust.

### Sedan 1990-talet
Den starkt porrkritiska synen inom stora delar av feminismen har på senare år bidragit till utvecklandet av fler olika sätt att presentera erotik på bild eller i andra medier. Detta har lett till en fortsatt utveckling av pornografi med feministiska eller etiska förtecken.

#### Nordamerika
Under 1990-talet ökade kvinnors engagemang inom sexbranschen. Parallellt med den tredje vågens feminism och en tydlig sexpositiv kultur, syntes allt fler kvinnliga entreprenörer inom utvecklandet av sexleksaker och andra synliggöranden av kvinnlig sexualitet. Dåtidens porrbutiker började ofta omvandlas till sexbutiker med tydligare inriktning på andra sexuella hjälpmedel (medan porrtidningar successivt minskade i betydelse och internetpornografin tog över det mesta av konsumtionen). I Kanada grundades 1995 den Vancouver-baserade Womyn'sWare och två år senare i Toronto Good for Her; båda sexbutikerna startades av kvinnliga entreprenörer.
Mellan 2006 och 2015 utdelades Feminist Porn Awards, inspirerad av Candida Royales produktioner. Utmärkelsen sponsrades av ovannämnda Good for Her, som beskrev feministisk pornografi enligt följande kriterier:
- "en kvinna måste ha varit inblandad som producent, författare eller regissör av verket;
- eller verket måste visa upp genuin kvinnlig njutning;
- eller verket måste utvidga gränserna för sexuell representation och utmana stereotyperna från mainstreamporren"

Under 2010-talet ökade antalet kvinnliga röster som i olika former undersökte det pornografiska uttrycket från ett alternativt perspektiv. Under perioden publicerades titlar som The Feminist Porn Book, New Views on Pornography, Ethical Porn for Dicks och Coming Out Like a Porn Star, böcker av ofta kvinnliga forskare eller skribenter i ett allt mer tillåtande och mångskiftande pornografiskt landskap.

#### Europa
I Europa har städer som Barcelona och Berlin en livlig pornografisk kultur och sexbransch, med eller utan specifikt feministiska eller etiska kopplingar. I båda städerna arrangeras årligen festivaler för sexbranschen (Salón Erótico de Barcelona respektive Venus Berlin), medan den feministiska sidan av branschen bland annat representeras av namn som Erika Lust och Paulita Pappel.

## Nutida marknad
Den uttalat feministiska pornografin är en nisch inom den nutida internetpornografin, till stor del inriktad på kvinnor eller par. Den överlappar i innehåll till vissa delar med skriven (se erotisk romance, romantasy, slash fiction och fanfiction) och ljudbaserad erotica (se även ASMR). Sedan 2010-talet har den bland annat marknadsförts som "inte längre förnedrande innehåll av män och för män".
Bland de nutida producenterna, regissörerna och bolagen finns namn som Kayden Kross (Trenchcoat X), Julia Grandi, Lust Cinema (av Erika Lust) och Adult Time (skapad av Bree Mills). Plattformar och bolag med denna inriktning inkluderar även Make Love Not Porn (med "socialt sex", av Cindy Gallop), The Crash Pad (se Pink and White Productions, av Shine Louise Houston), Sounds of Pleasure och Dipsea (båda med ljudpornografi), Good Vibrations After Dark, Bellesa, Frolicme, Literotica (texter), Indie Porn Revolution, Bright Desire, Ersties och Lustery (med Paulita Pappel).